# Coenonympha coreana
Coenonympha coreana är en fjärilsart som beskrevs av Matsumura 1927. Coenonympha coreana ingår i släktet Coenonympha och familjen praktfjärilar. Inga underarter finns listade i Catalogue of Life.